# Università metropolitana di Londra
L'Università metropolitana di Londra (in inglese: London Metropolitan University) è un'università di Londra, nata il 1º agosto 2002, dalle precedenti London Guildhall University (già City of London Polytechnic), che oggi ospita il City Campus, e University of North London (già Polytechnic of North London), oggi North Campus. 
L'università ha vari campus, un museo, vari archivi e biblioteche. Collezioni speciali sono la TUC Library, la Irish Studies Collection e la Frederick Parker Collection.